# ハイドパーク・フリーコンサート
ハイドパーク・フリーコンサート（英語: Hyde Park Free Concert）は、1969年7月5日にロンドンのハイドパークで行われたローリング・ストーンズ主催のコンサート。開催2日前に急逝した元メンバーのブライアン・ジョーンズの追悼コンサートとして開かれた。

## 概要
1969年6月8日、ストーンズのギタリストで創設者でもあったジョーンズが脱退し、元ジョン・メイオール＆ブルースブレイカーズのミック・テイラーが後任として加入した。7月5日にハイドパークで新メンバーのお披露目コンサートを開くことになり、6月12日からリハーサルが始まった。ジョーンズも招待されたが、その事を当時ストーンズのツアーマネージャーだったトム・キーロックから聞いても「俺はなんてついてないんだ」と言うだけだったという。彼が開催予定日の2日前に自宅のプールで溺死したのでコンサートは中止される気運になったが、ミック・ジャガーが「ブライアンのために行う」と宣言し、急転直下、ジョーンズの追悼コンサートとして開かれる事となった。
同コンサートはストーンズにとって丸2年ぶりとなる公式コンサートで、30万人もの観客が集まった。前座はキング・クリムゾン、サード・イアー・バンド、スクリュー、ロイ・ハーパー、アレクシス・コーナーズ・ニュー・チャーチ、ファミリー、ザ・バタード・オーナメンツ（順不同）。ストーンズの出番直前、ジャガーはステージに上がると観客に静かにするよう呼びかけ、ジョーンズのためにパーシー・ビッシュ・シェリーの詩「アドネ」を朗読した。朗読が終ると同時に、彼が生前好きだったというジョニー・ウィンターの「I'm Yours And I'm Hers」のカヴァーでストーンズのステージが始まり、同時に約2000匹の白い蝶が空に放たれた。だが長い時間ダンボール箱の中に閉じ込められていた蝶は窒息状態に陥っていたので殆どが飛ばずに落ちてしまい、この演出は失敗に終った。キーロックの証言によれば事実は少し違うらしく、当日警護に当たっていたヘルズ・エンジェルスの一人が転んで蝶の入った箱を押しつぶしてしまったために蝶のほとんどが死んでしまったという。
2年もの間ステージから遠ざかっていたので、この日のストーンズの演奏は上出来とは言い難いものになってしまった。テイラーは加入して日が浅い上、当日はかなりナーバスになっていた。当時のストーンズの取巻きであったトニー・サンチェスは、暴露本『悪魔を憐れむ歌』の中でこのコンサートを「テイラーは必死に弾いてはいるがリズムが完全にずれている。そのとき俺は、ブライアンのギターがストーンズにとってどれほど大きな役割を果たしていたかまざまざと思い知らされた」と綴っている。
演奏の出来はさておき、観客が暴徒化して怪我人が出る事も珍しくなかった1960年代のストーンズのコンサートとしては、数人の逮捕者が出た程度で大きな混乱もなく平穏無事に終わった。観客は皆帰る際にゴミを所定の場所に捨てていき、公園の管理者も100ポンド程度の少ない損害で済んだと述べている。また警護のヘルズ・エンジェルスがセキュリティの維持で大きく貢献したと評価され、同年12月に行われたストーンズの全米ツアー最終日のオルタモント・フリーコンサートでも起用されたが、この判断が惨事を招くことになる。
ストーンズは2013年に、この地で44年ぶりにコンサートを行っている。当日は1974年に脱退したテイラーも出演した。

## 映像
コンサートは全編ITVのクルーによって、テレビ放映向けに撮影されている。映像にはコンサート本編のみならず、バックステージの様子や、当時ジャガーの恋人だったマリアンヌ・フェイスフルと彼女の息子、さらに家路につく観客達の姿なども映されている。映像は「The Stones In The Park」と題され、53分に編集されて1969年9月2日に放映された。当日演奏された曲のうち数曲が割愛され、さらにほとんどの曲が途中でカットされている。前座のアーティスト達の演奏は一切収録されていない。

### ソフト化
1983年にVHSにて発売。2000年に初DVD化。2006年には世界初公開となる3曲の映像を含めたリマスター版DVDが、2011年に旧版DVDに収録されなかった映像を含むブルーレイ版が発売されている。

### 日本での商品化
| メディア            | 発売年月日     | 発売元         | 規格品番   |
| ------------------- | -------------- | -------------- | ---------- |
| DVD（初版）         | 2002年12月11日 | 日本コロムビア | COBY-91015 |
| DVD（リマスター版） | 2006年7月5日   | avex rush      | AVBF-22866 |
| Blu-ray Disc        | 2011年9月21日  | 日本コロムビア | COXY-1031  |

## 当日のセットリスト
- ☆は映像化された曲、★は2006年版DVDで新たに発掘された曲。

1. アイム・ユアーズ・アンド・アイム・ハーズ ☆
2. ジャンピン・ジャック・フラッシュ ☆
3. アイム・フリー ☆
4. マーシー・マーシー ★
5. ストレイ・キャット・ブルース ★
6. ダウン・ホーム・ガール
7. ノー・エクスペクテーションズ ★
8. むなしき愛 ☆
9. ラヴィング・カップ
10. ホンキー・トンク・ウィメン ☆
11. ミッドナイト・ランブラー ☆
12. サティスファクション ☆
13. ストリート・ファイティング・マン ☆
14. 悪魔を憐れむ歌 ☆